# Капіла
Капіла (санскрит: कपिल ऋषि) — ведичний мудрець, якому приписується заснування філософської школи самкх'я. Він часто згадується в Бгаґавата-пурані, яка викладає теїстичну версію філософії самкх'я. Традиційні індуїстські джерела описують його як нащадка Ману, онука Брахми, аватар Вішну. Бгаґавад-ґіта змальовує Капілу як самітника-йога, який оволодів духовними силами сіддхами. 
Капіла фігурує в легенді про принесення річки Ганг на землю. Саме він спопелив 60 тис. синів царя Саґари, посланих на пошуки коня для пожертвування, наклавши на них прокляття, яке можливо зняти тільки тоді, коли до їхнього попелу торкнуться води Гангу. Ганг був принесений на землю богами завдяки зусиллям царя Бхаґіратхи, і царські сини отримали можливість перенародження.